# كوري برادفورد (لاعب كرة قدم أمريكية)
كوري برادفورد (بالإنجليزية: Corey Bradford)‏ هو لاعب كرة قدم أمريكية أمريكي، ولد في 8 ديسمبر 1975 في باتون روج في الولايات المتحدة.

## وصلات خارجية
- كوري برادفورد على موقع مرجع كرة القدم المحترفة.كوم (الإنجليزية)